# Pedassaare neem
Pedassaare neem är en udde på Estlands nordkust utmed Finska viken. Den ligger i Haljala kommun i landskapet Lääne-Virumaa, 80 km öster om huvudstaden Tallinn. Den utgör halvön Vergi poolsaars nordöstspets. Dess yttersta del har namnet Pedassaare nina. Udden i nordväst på halvön heter Lobi neem och den i öst heter Vergi neem.
Terrängen inåt land är platt. Runt Pedassaare nina är det mycket glesbefolkat, med 5 invånare per kvadratkilometer. Närmaste by heter Pedassaare och närmsta större samhälle är Loksa, 19,5 km väster om Pedassaare nina. I omgivningarna runt Pedassaare nina växer i huvudsak tall.